# 2MASS 1047+2124
2MASS 1047+2124 (= 2MASSW J1047539+212423) is een bruine dwerg met een spectraalklasse van T6.5. De ster bevindt zich 34,4 lichtjaar van de zon.